# Вилијамспорт (Охајо)
Вилијамспорт (енгл. Williamsport) град је у америчкој савезној држави Охајо.

## Демографија
По попису из 2010. године број становника је 1.023, што је 21 (2,1%) становника више него 2000. године.
| Група             | 2000.       | 2010.       |
| Белци             | 988 (98,6%) | 999 (97,7%) |
| Афроамериканци    | 7 (0,7%)    | 3 (0,3%)    |
| Азијати           | 0 (0,0%)    | 0 (0,0%)    |
| Хиспаноамериканци | 1 (0,1%)    | 3 (0,3%)    |
| Укупно            | 1.002       | 1.023       |